# Victor Louis Victurnien de Rochechouart de Mortemart
Victor Louis Victurnien de Rochechouart, 2e marquis de Mortemart (Colmesnil-Manneville, 12 août 1780  - Paris, 28 janvier 1834) est un homme politique français.

## Biographie

### Jeunesse
Fils de Victurnien Bonaventure de Rochechouart, marquis de Mortemart (1753-1823) et d'Adélaide Marie Céleste de Nagu (1764-1853), le jeune Victor Louis Victurnien suit, en 1791, son père émigré en Allemagne, où il achève son éducation.
Il revient en France au mois d'avril 1799 pour obtenir sa radiation de la liste des émigrés.

### Vie adulte
Il épouse, deux ans plus tard, Anne-Éléonore-Pulchérie de Montmorency, sœur du duc et du prince de Montmorency. Le 10 février 1806, Napoléon Ier choisit son épouse pour dame d'honneur (ou « dame du palais ») de l'impératrice Joséphine. Il est pourvu, en 1808, du gouvernement du palais de Rambouillet, est fait légionnaire (1809) et titré comte de l'Empire avec institution de majorat attaché au titre au profit de René de Rochechouart de Mortemart, accordée par lettres patentes du 17 mai 1810, signées à Gand ;.
En 1814, le comte de Mortemart se rallie à la Restauration des Bourbons. En 1817, il devient conseiller général de la Seine-Inférieure pour le canton de Caudebec en Caux, où se trouvent le domaine et le château de La Mailleraye, propriété de sa mère. Il préside, en 1819 et 1820, l'une des sections du collège électoral, puis le conseil général de la Seine-inférieure en 1825-1826.
Officier de la Légion d'honneur le 20 décembre 1820, il est admis, le 25 avril 1823, à siéger à la Chambre des pairs, à titre héréditaire, comme successeur de son père décédé. Il est promu Commandeur puis grand officier de la Légion d'honneur les 22 mai 1825, et 29 octobre 1826.
Après la Révolution de 1830, il prête serment au gouvernement de Juillet et continue à siéger jusqu'à sa mort à la chambre haute comme au Conseil-général de la Seine inférieure.
Il a laissé des poésies manuscrites, parmi lesquelles une imitation d'Oberon de Wieland.

## Famille
Il épouse, le 20 avril 1801, Anne Eléonore de Montmorency (1776-1863), fille d'Anne Léon II de Montmorency-Fosseux, duc de Montmorency et de Charlotte Françoise de Montmorency-Luxembourg. Ils ont cinq enfants : 
- Anne Victurnienne Mathilde de Rochechouart de Mortemart (9 août 1802 - 1er janvier 1887) épouse Ange Édouard Théophile de de Bésiade, 4e duc d'Avaray (22 novembre 1802 - 2 février 1887), dont descendance ;
- René de Rochechouart de Mortemart, 12e duc de Mortemart (10 mars 1804 - 25 avril 1893) épouse Gabrielle Bonne de Laurencin (13 février 1808 - 6 novembre 1894), dont descendance ;
- Henri de Rochechouart de Mortemart, comte de Mortemart (27 février 1806 - 17 octobre 1885) épouse Maria Luisa Borghese (11 août 1812 - 18 décembre 1838), dont descendance ;
- Anne Louis Samuel Victurnien de Rochechouart, comte de Mortemart (20 octobre 1809 - 28 avril 1873) épouse Marie Clémentine de Chevigné (30 janvier 1893 - 19 novembre 1876), dont descendance ;
- Louise Aline Victurnienne Clémence de Rochechouart de Mortemart (13 décembre 1813 - 12 août 1872) épouse Charles Frédéric Hippolyte de Pierre de Bernis, comte de Bernis-Calvière (22 novembre 1808 - 27 août 1891), dont descendance.

## Distinctions

### Décorations françaises
- Grand officier de la Légion d'honneur (décret du 29 octobre 1826)[4]
  -  Commandeur de la Légion d'honneur (décret du 22 mai 1825)
  -  Officier de la Légion d'honneur (décret du 20 décembre 1820)
  -  Chevalier de la Légion d'honneur (décret du 3 décembre 1809)

### Honneurs et titres
| Image | Armoiries |
| ----- | --- |
|       | Armes de comte de Mortemart et de l'Empire Fascé nébulé de gueules et d'argent ; franc-quartier des comtes officiers de Notre Maison. - Livrées : les couleurs de l'écu. |
|       | Victor Louis Victurnien († 1834), comte puis marquis de Mortemart, grand officier de la légion d'honneur. - Pair de France par succession le 25 avril 1823. - 2e Marquis de Mortemart par succession le 16 janvier 1823. - 1er Comte de Mortemart et de l'Empire par lettres patentes du 17 mai 1810. Fascé-ondé d'argent et de gueules de six pièces. |